# Nikki et Paulo
Nikki Fernandez et Paulo sont des personnages fictifs du feuilleton télévisé Lost : Les Disparus. Ils sont respectivement interprétés par l'actrice américaine Kiele Sanchez et l'acteur brésilien Rodrigo Santoro. 
Le couple apparaît pour la première fois dans le troisième épisode de la troisième saison. Les producteurs de la série ont souvent été interrogés quant au sort du reste des survivants du crash étant donné que la série se concentre seulement sur une quinzaine de survivants. Les personnages de Nikki et de Paulo ont alors été créés en guise de réponse. Ces personnages ont été généralement mal accueillis en raison de leur introduction soudaine dans la série. Le show runner de Lost Damon Lindelof a même reconnu que le couple est « universellement méprisé » par les fans. Pour cette raison, le couple a été tué plus tard dans la même saison.

## Biographie fictive

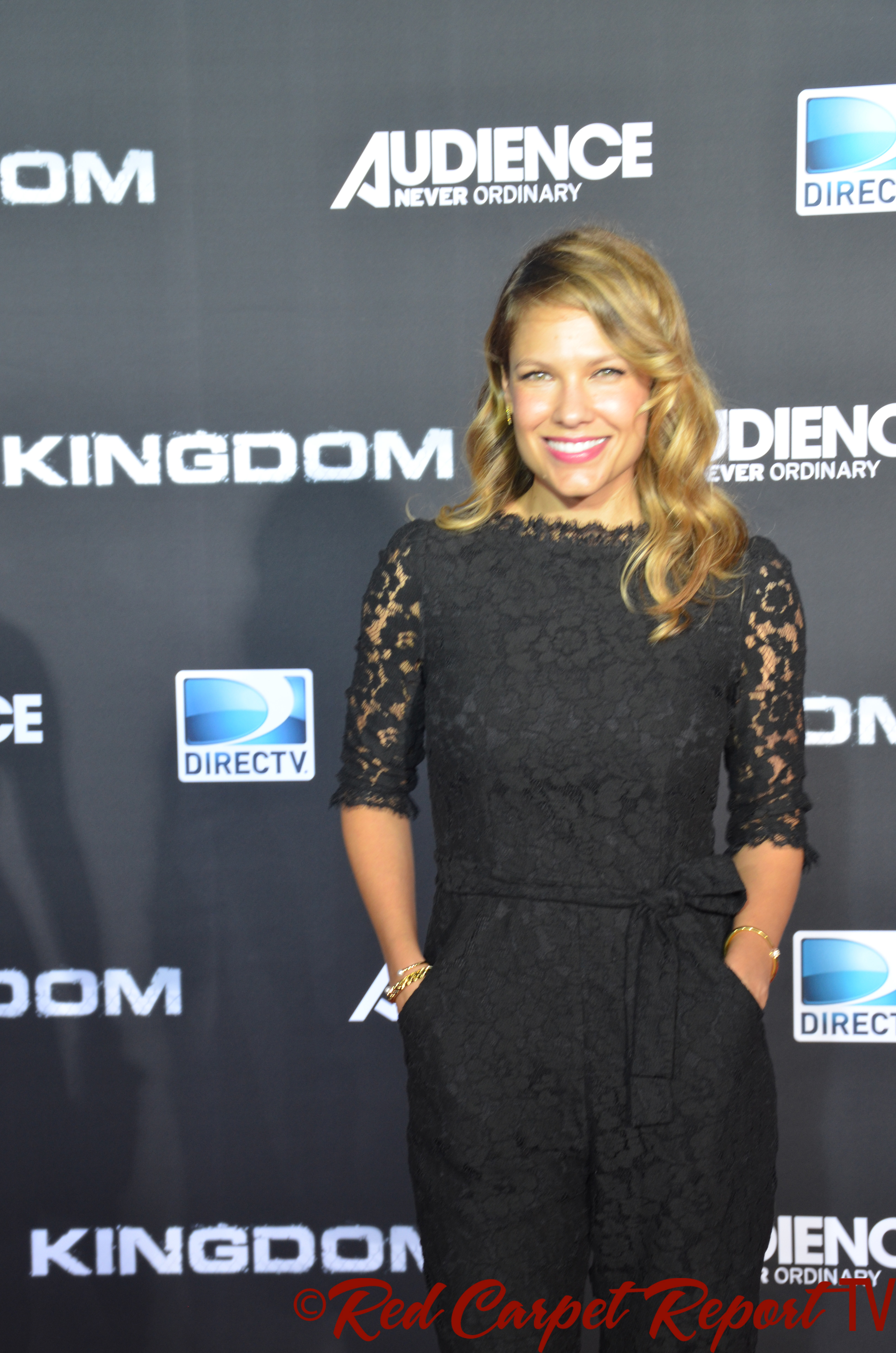
Kiele Sanchez, interprète de Nikki

Originaire du Brésil, Paulo est un escroc travaillant avec son amie américaine Nikki. Paulo travaille en tant que chef cuisinier pour un riche producteur de séries à Sydney dont la série Exposé dans laquelle Nikki est invité vedette. Paulo assassine le producteur en empoisonnant sa nourriture et, avec l'aide de Nikki, dérobe son sac des diamants d'une valeur de 8 millions de dollars. Trois jours plus tard, le 22 septembre 2004, Nikki et Paulo embarquent sur le vol Oceanic 815 pour retourner dans la maison de Nikki à Los Angeles.
Lorsqu'ils échouent sur l'île, ils ne retrouvent pas tout de suite les diamants et passent la plus grande partie de leur temps à les rechercher. Paulo suspecte qu'ils soient la seule raison de leur relation, et ne dit rien à Nikki lorsqu'il les retrouve le trente-troisième jour après le crash. Un jour, en cherchant dans la jungle, ils trouvent la station « La Perle » du Projet Dharma, un centre de recherches scientifiques établi au début des années 1980. Nikki est indifférente, mais Paulo retourne plus tard tout seul le quarante-neuvième jour sur l'île pour cacher les diamants dans les toilettes. Tandis qu'il est dans les toilettes, Paulo surprend deux des habitants mystérieux et dangereux de l'île connus sous le nom de « les Autres » parler de capturer une partie des survivants mais Paulo garde cette information pour lui.
Le soixante-douzième jour sur l'île, Nikki et Paulo se joignent à Locke quand il retourne à la station « La Perle », espérant communiquer avec « les Autres ». Paulo retourne aux toilettes pour rechercher les diamants, les cachant dans ses sous-vêtements ensuite. Alors qu'ils quittent la station, le groupe est témoin de la mort de M. Eko et l'enterrent. Quatre-vingts jours après le crash, Nikki découvre que Paulo lui cachait les diamants. Furieuse, elle libère une araignée venimeuse appelée « La Méduse », sur la connaissance apportée par le docteur Arzt avant son décès accidentel. La morsure de cette araignée paralyse Paulo pour huit heures. Juste avant qu'il entre dans un état de paralysie, Paulo admet qu'il lui a caché les diamants parce qu'il pensait qu'elle le quitterait après les avoir obtenus. Au désarroi de Nikki, elle se fait également mordre par une araignée venimeuse, la paralysant également temporairement. Après avoir été découverts par les survivants, ils sont pris pour morts. Nikki et Paulo sont alors enterrés vivants par Sawyer et Hurley.

## Caractéristiques
Paulo a été écrit pour être peu sympathique, avec l'espoir qu'il se rachèterait quand son histoire serait révélée dans son épisode final. Paulo est offensé ou indifférent par les actions souvent héroïques de certains des survivants, passant beaucoup de son temps à jouer au golf. Il se plaint à Nikki d'être exclu, toutefois il fait peu pour aider autour du camp et n'essaye pas d'améliorer son statut dans la hiérarchie des survivants. Quand il obtient des chances de participer aux voyages, par exemple, quand Hurley trouve une voiture, Paulo est indifférent et décourage Nikki de se joindre à Hurley. Quand Nikki veut participer en accompagnant Locke et M. Eko à la station « La Perle », celui-ci l'accompagne mais adopte un comportement sarcastique.
Nikki manipule Paulo et semble s'inquiéter davantage des diamants que de leur relation. Après le crash, Paulo soupçonne Nikki d'être avec lui juste pour obtenir les diamants. La première chose qu'elle lui demande après le crash est le lieu où se situent les diamants, et évite la réponse de Paulo quand il demande s'ils seraient toujours ensemble si elle n'avait pas besoin de lui pour l'aider à trouver les diamants. Paulo fait donc ce que Nikki lui demande de peur de la perdre, ce qui a pour conséquence leurs décès.